# Grethe Heltberg
Astrid Grethe Grouleff Heltberg (født Agerskov, 27. maj 1911 i Horsens, død 16. maj 1996) var en dansk forfatter.
Grethe Heltberg blev født i Horsens i 1911. Hun blev student fra Horsens Statsskole i 1929 og efter en uddannelse i stenografi i 1930 arbejdede som stenograf i Rigsdagen fra 1930 to 1940. Hun fik autorisation som retsstenograf i 1940.
I 1934 blev Grethe Heltberg gift med Niels Heltberg. De fik tre børn hvoraf datteren Bettina også blev kendt som forfatter og journalist.
Heltberg debuterede som forfatter i 1942 med digtsamlingen Portræt af en pige. Hendes produktion omfattede romaner, noveller, essays, børnebøger, digte og erindringer. Hun skrev også til aviser, ugeblade og tidsskrifter.

## Hædersbevisninger
Heltberg modtog en række hædersbevisninger heriblandt:
- Livsvarig finanslovsydelse fra 1946.
- Helge Rode-Legatet, 1951
- Henri Natnansens Fødselsdagslegat, 1951
- Madame Hollatz' Legat, 1958
- Otto Gelsted-prisen, 1990
- Aarestrup-medaljen, 1971
- Kollegernes ærespris, 1972
- Tagea Brandts Rejselegat, 1973

## Bestyrelsesposter
Heltberg var medlem af bestyrelsen for Dansk Forfatterforening 1957-72 og næstformand 1965-66. Hun var medlem af bestyrelsen for Bakkehuset Dansk Litteraturforening fra 1960, medlem af Dansk Sprognævn fra 1961 og Dansk Forfatterfond 1964-69.

## Udvalgte værker
Blandt hendes værker kan nævnes:
- Testamente, digte (1945)
- Kinesisk lak, digte (1948)
- Pige fra provinsen, erindringer (1969)
- En jomfru fra Jylland, erindringer (1969)
- Vi, erindringer (1971)
- En gnist af glæde, erindringer (1975)
- Alle mine søstre, digte (1976)